# Три жизни Томазины
«Три жизни Томазины» (англ. The Three Lives of Thomasina) — британо-американский семейный фантастический фильм режиссёра Дона Чеффи. Релиз в США состоялся в 1963 году.
Фильм основан на романе Пола Гэллико «Томасина», вышедшем в 1957 году.

## Сюжет
Томазина — кошка девочки по имени Мэри, дочери шотландского ветеринара Эндрю Макдуи. Когда кошка тяжело заболела, врач её усыпил. Это привело к серьёзной ссоре между отцом и дочерью. Спустя некоторое время местная «ведьма», Лори Макгрегор, оживила кошку.

## В ролях
| Актёр            | Роль                    |
| ---------------- | ----------------------- |
| Патрик Макгуэн   | Эндрю Макдуи            |
| Карен Дотрис     | Мэри Макдуи             |
| Сьюзан Хэмпшир   | Лори Макгрегор          |
| Мэттью Гарбер    | Джорди Макнаб           |
| Лоренс Нейсмит   | преподобный Ангус Педди |
| Джин Андерсон    | мисс Маккензи           |
| Уилфрид Брамбелл | Уилли Бэннокк           |
| Винсент Винтер   | Хьюи Стирлинг           |
| Денис Гилмор     | Джейми Макнаб           |
| Финлэй Карри     | дедушка Стирлинг        |

## Отзывы
Говард Томпсон из «The New York Times» назвал эту картину хорошим, сентиментальным и чрезвычайно нежным фильмом, который лучше всего подходит для маленьких девочек. Крейг Батлер из «AllMovie» пишет, что этот фильм — «прекрасная и нежная, но энергичная детская сказка, которая понравится и взрослым».